# Stausee Iwanowo
Der Stausee Iwanowo ist ein Stausee im Südosten Bulgariens nahe dem Ort Biser (1.000 Einwohner), Oblast Chaskowo, etwa 290 km südöstlich der Hauptstadt Sofia. Die Asmaka, ein rechter Nebenfluss der Mariza (griechisch: Evros), wird hier aufgestaut. Der Staudamm untersteht dem Militär bzw. Verteidigungsministerium und wurde zu militärischen Übungen genutzt.
Der Staudamm aus Erdschüttmaterial wurde 1962 gebaut und ist 19 m hoch und 146 m lang. Der Stauinhalt des Stausees beträgt 3,15 Millionen m³.
Am 6. Februar 2012 brach der Damm nach starken Regenfällen. Die entstehende bis zu 2,5 m hohe Flutwelle überschwemmte die Dörfer Biser und Leschnikowo, dabei ertranken 8 Menschen. Die Mariza trat bis nach Edirne/Türkei über die Ufer, der Hauptgrenzübergang Türkei–Bulgarien dort war unpassierbar.
Der Damm soll in einem schlechten Zustand gewesen sein und seit Längerem Risse gehabt haben.